# 2013年临汾伤害儿童案
2013年临汾伤害儿童案，是於2013年8月24日发生在中華人民共和國山西省临汾市汾西县的一起恶性伤害儿童案件。案件受害人小斌斌（郭斌）被骗至野外后遭挖眼，事件引起社会广泛关注。
根据受害人回忆，他当时被一名操外地口音的人抱走，之后感觉有人以工具挖其雙目。受害人被发现时被下药昏迷。山西警方於同年9月3日称，经過脫氧核糖核酸比对，其伯母张会英存有重大作案嫌疑，疑犯於同年8月30日已經跳井自杀。
後來，小斌斌經過深圳希瑪林順潮眼科醫院治療，成功以导盲仪繼續視覺生活。